# Loftki

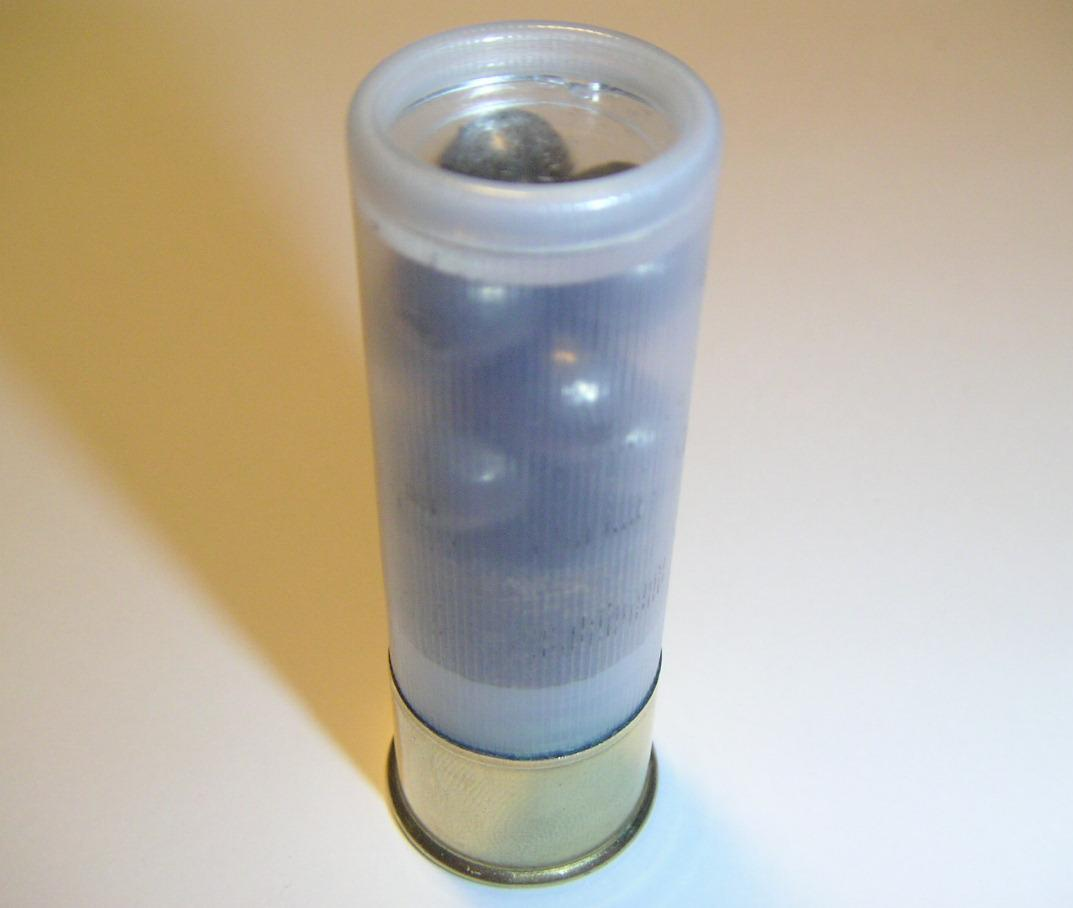
Nabój w kalibrze 12/70 wypełniony loftkami

Loftki (luftki) – gruby śrut (4,5–12 mm) używany w amunicji myśliwskiej. 

## Charakterystyka
Obecnie w Polsce brakuje formalnej definicji loftki, natomiast zabronione jest wykonywanie polowań przy użyciu śrutu o średnicy powyżej 4,5 mm i dlatego każdy śrut o większej średnicy traktowany jest jako loftka. Amunicja wypełniona loftkami cechuje się wysokim przebiciem i złym pokryciem celu, co skutkuje częstym uchodzeniem strzelanej zwierzyny na znaczne odległości, mimo dotkliwych ran. Dla poprawienia pokrycia stosuje się czasem plastikowe saboty utrzymujące loftki w uporządkowanej wiązce.
Loftki są śrutem o tak dużej średnicy, że ich wsypywanie do gilzy nie daje powtarzalnego ułożenia i wymaga układania pojedynczych loftek w warstwy o zaplanowanym układzie. W praktyce granicą jest średnica ~6 mm dla kalibru 12 i ~5 mm dla kalibru 20. Przed II wojną światową loftki używane były powszechnie do strzelania z niewielkiej odległości do wilków i rzadziej saren, dzików, jeleni, a nawet niedźwiedzi. We wczesnych latach powojennych polskie prawo dopuszczało użycie loftek jedynie do polowania na wilki, rysie i dzikie gęsi.

## Rodzaje
W Polsce stosuje się loftki w trzech rozmiarach do produkcji amunicji w dwóch kalibrach: 12 i 20 (FAM-Pionki).
Ilość i średnica śrutów w nabojach kalibru 12/70:
| Oznaczenie  | Średnica śrutu | Liczba śrucin |
| ----------- | -------------- | ------------- |
| Loftka SG   | 8,45 mm        | 8 lub 9       |
| Loftka SSG  | 6,8 mm         | 12            |
| Loftka 5 mm | 5 mm           | 38            |

Loftki są nadal popularne w Stanach Zjednoczonych, gdzie w niektórych hrabstwach są nawet jedyną legalną amunicją do polowania na jelenie wirginijskie. Oferta loftek obejmuje kilka średnic śrutu we wszystkich kalibrach, tzw. buckshot.
Liczba i średnica śrutów w nabojach kalibru 12/70:
| Oznaczenie | Średnica śrutu | Liczba śrucin |
| ---------- | -------------- | ------------- |
| 0000       | .38" (9,7 mm)  | 5             |
| 000        | .36" (9,1 mm)  | 6             |
| 00         | .33" (8,4 mm)  | 8             |
| 0          | .32" (8,1 mm)  | 9             |
| 1          | .30" (7,6 mm)  | 10            |
| 2          | .27" (6,9 mm)  | 15            |
| 3          | .25" (6,4 mm)  | 18            |
| 4          | .24" (6 mm)    | 21            |
| 5          | .23" (5,8 mm)  | 24            |
| 6          | .22" (5,6 mm)  | 27            |